# Cynthia DeFelice
Cynthia DeFelice född 1951 i Philadelphia, död 24 maj 2024, var en amerikansk barn- och ungdomsboksförfattare.
DeFelice debuterade 1988 med The Strange Night Writing of Jessamine Colter.

## Böcker (urval)
- 1992 - Devil's Bridge
- 1995 - De fördömdas flod ISBN 91-7270-757-7
- 2001 - På rymmen ISBN 91-7709-206-6